# أوراق نقدية من عملة الكروزادو البرازيلية
في عام 1986، بسبب التضخم، أصدر البنك المركزي البرازيلي أوراق نقدية من فئة 10، 50، 100، 500، 1000، 5000 و10,000 كروزو. لهذا البنك السلطة الوحيدة لإصدار الأوراق النقدية، وكان Casa da Moeda do Brasil هو الطابعة الوحيدة لهذه الأوراق النقدية.:29–35 عُرضت على الوجه الأمامي لأوراق الكروزادو صور شخصيات بارزة، بينما صُوِرت على الوجه الخلفي مبانٍ و/أو أنشطة الشخصيات المذكورة سابقًا. بين عامي 1989 و1990، استُبدلت عملة الكروزادو أيضًا، وهذه المرة بـ "الكروزادو نوفو" بسعر صرف 1 كروزادو نوفو لكل 1000 كروزادو.

## تاريخ
اسم كروزادو مستوحى من اسم عملة فضية برتغالية قديمة، كانت قيمتها 400/480 ريس متداولة في الوقت الذي كانت فيه البرازيل لا تزال مستعمرة للبرتغال. في 28 فبراير 1986، أصدر خوسيه سارني ، الرئيس 31 للبرازيل، عندما كان ديلسون فونارو وزيرًا للمالية، عملة كروزادو، ذلك ضمن خطة كروزادو، كجزء من مجموعة من التدابير الاقتصادية لتجميد الأجور والأسعار. تميزت هذه الخطة بعودة السنتافو كجزء من العملة، بعد إلغائه عام 1984 بسبب انخفاض قيمة الكروزيرو (الثاني).

## كروزيرو(الثاني)مع ختم كروزادو
استبدل كروزادو كروزيرو <small id="mwMA">(الثاني)</small> بمعدل 1 كروزادو إلى 1000 كروزيرو. من 28 فبراير 1986 إلى 10,000 عملة كروزيرو بوجه روي باربوسا، 50,000 عملة كروزيرو بوجه أوزوالدو كروز وأُعيد استخدام أوراق نقدية بقيمة 100,000 كروزيرو تحمل وجه جوسيلينو كوبيتشيك فقط مع طوابع دائرية الشكل على الوجه الأمامي بقيمة 10، 50 و100 كروزيروس.:29–30كل هذه الأوراق النقدية كانت بحجم 154 × 74 ملم في الحجم وتتكون من سلسلة عام 1986.
| رقم بيك | صورة | القيمة | الوصف                                                                      | أول إصدار      |
| ------- | ---- | ------ | -------------------------------------------------------------------------- | -------------- |
| 206     |      | Cz$10  | الوجه الأمامي لورقة نقدية من فئة 10٬000 كروزيرو مختومة بقيمة 10 كروزادو.   | 28 فبراير 1986 |
| 207     |      | Cz$50  | الوجه الأمامي لورقة نقدية من فئة 50٬000 كروزيرو مختومة بقيمة 50 كروزادو.   | 28 فبراير 1986 |
| 208     |      | Cz$100 | الوجه الأمامي لورقة نقدية من فئة 100٬000 كروزيرو مختومة بقيمة 100 كروزادو. | 28 فبراير 1986 |

## كروزادو
بدأ في أكتوبر 1986، توزيع أوراق نقدية من فئة كروزادو بمعيار جديد. استُبدلت هذه الأوراق النقدية فقط بالقيمة الاسمية واسم فئة 10، 50 و100 كروزادو. صدرت أوراق نقدية جديدة من فئة 500 كروزادو تحمل صورة هيتور فيلا-لوبوس في أكتوبر 1986. صدرت في عام 1987، أوراق نقدية جديدة من فئة 1000 كروزادو تحمل صورة ماشادو دي أسيس. بينما صدرت أوراق نقدية جديدة من فئة 5000 كروزادو تحمل صورة كانديدو بورتيناري وصدرت أوراق نقدية بقيمة 10,000 كروزادو تحمل صورة كارلوس شاغاس في عام 1988، أصبحت هذه الأوراق النقدية هي الأخيرة من هذا المعيار النقدي.:31–34 تمثلت عملة كروزادو بالرمز Cz$ كان لها رمز ISO 4217 BRC. سُحبت جميع أوراق النقد من كروزادو 154 × 74 ملم في الحجم من التداول طوال عام 1990.
| رقم بيك | صورة                                                                                | القيمة    | الوصف                                                                                                  | أول إصدار   |
| ------- | ----------------------------------------------------------------------------------- | --------- | --- | ----------- |
| 209     |                                                                                     | Cz$10     | الوجه الأمامي؛ روي باربوسا دي أوليفيرا دبلوماسي، كاتب، فقيه وسياسي.                                    | أكتوبر 1986 |
| 209     | الوجه الخلفي؛ الاتفاقية الثانية الموقعة في لاهاي بتاريخ 18 أكتوبر 1907.             | Cz$10     | | أكتوبر 1986 |
| 210     |                                                                                     | Cz$50     | الوجه الأمامي؛ أوزوالدو غونسالفيس كروز طبيب، رائد في علم الجراثيم، وعالم أوبئة ومسؤول في الصحة العامة. | أكتوبر 1986 |
| 210     | الوجه الخلفي؛ قصر مانغينيوس النيوموريسكي في ريو دي جانيرو، مقر مؤسسة أوزوالدو كروز. | Cz$50     | | أكتوبر 1986 |
| 211     |                                                                                     | Cz$100    | الوجه الأمامي؛ جوسيلينو كوبيتشيك الرئيس الحادي والعشرون للبرازيل، المبادر ببناء العاصمة برازيليا.      | أكتوبر 1986 |
| 211     | الوجه الخلفي؛ مباني برازيليا، الكونغرس الوطني، "كاتيتينيو" وقصر ألفورادا.           | Cz$100    | | أكتوبر 1986 |
| 212     |                                                                                     | Cz$500    | الوجه الأمامي؛ هيتور فيلا-لوبوس ملحن، قائد أوركسترا، عازف تشيلو، بيانو وغيتار.                         | أكتوبر 1986 |
| 212     | الوجه الخلفي؛ هيتور فيلا-لوبوس كقائد أوركسترا.                                      | Cz$500    | | أكتوبر 1986 |
| 213     |                                                                                     | Cz$1000   | الوجه الأمامي؛ خواكيم ماريا ماشادو دي أسيس، كاتب من الأدب البرازيلي.                                   | 1987        |
| 213     | الوجه الخلفي؛ مشهد لشارع 1 مارس عام 1905 في ريو دي جانيرو.                          | Cz$1000   | | 1987        |
| 214     |                                                                                     | Cz$5000   | الوجه الأمامي؛ كانديدو بورتيناري رسام نَيُو-رياليستي بخلفية لوحة "تيرادينتيس".                           | 1988        |
| 214     | الوجه الخلفي؛ لوحة رسمها بورتيناري بعنوان "بايّاناس" عام 1953.                       | Cz$5000   | | 1988        |
| 215     |                                                                                     | Cz$ 10000 | الوجه الأمامي؛ كارلوس شاغاس طبيب صحة عامة، وعالم جراثيم.                                               | 1988        |
| 215     | الوجه الخلفي؛ شاغاس أثناء عمله في المختبر.                                          | Cz$ 10000 | | 1988        |

## لم تصدر ورقة نقدية من فئة كروزادو
كانت هناك خطة 50,000 ورقة نقدية بقيمة كروزادو عليها صورة كارلوس دروموند دي أندرادي والتي صدرت في عام 1989. ومع ذلك، لم تُطلق بسبب تغيير العملة إلى كروزادو نوفو في يناير 1989.

## كروزادو بختم كروزادو نوفو
أُنشأ في 15 يناير 1989، كروزادو نوفو من قِبل خوسيه سارني الرئيس 31 للبرازيل، عندما كان نايلسون دا نوبريجا وزيرًا للمالية، من خلال خطة الصيف (خطة الاستقرار الرابعة) التي تهدف إلى السيطرة على ارتفاع التضخم. ارتفع التضخم من 228% في عام 1987 إلى 629% في عام 1988. حلت كروزادو نوفو محل كروزادو بمعدل 1 كروزو نوفو إلى 1000 كروزادو، لكنها كانت قصيرة الأجل من 15 يناير 1989 حتى 15 مارس 1990 (14 شهرًا فقط). أوراق نقدية من فئة 1000 كروزادوس بوجه ماتشادو دي أسيس، و5000 كروزادوس بوجه كانديدو بورتيناري وأُعيد استخدام 10,000 كروزادو تحمل وجه كارلوس شاغاس فقط مع طوابع مثلثة على الوجه الأمامي بقيمة 1، 5 و10 كروزادو نوفو.:34–35 كل هذه الأوراق النقدية كانت بحجم 154 × 74 ملم في الحجم وسنة السلسلة 1989. تمثل كروزادو نوفو بالرمز NCz$ وكان له ISO 4217 BRN.
| رقم بيك | صورة | القيمة | الوصف                                                                           | أول إصدار     |
| ------- | ---- | ------ | ------------------------------------------------------------------------------- | ------------- |
| 216     |      | NCz$1  | الوجه الأمامي؛ ورقة نقدية من فئة 1000 كروزادو مختومة بقيمة 1 كروزادو نوفو.      | 15 يناير 1989 |
| 217     |      | NCz$5  | الوجه الأمامي؛ ورقة نقدية من فئة 5000 كروزادو مختومة بقيمة 5 كروزادوس نوفوس.    | 15 يناير 1989 |
| 218     |      | NCz$10 | الوجه الأمامي؛ ورقة نقدية من فئة 10٬000 كروزادو مختومة بقيمة 10 كروزادوس نوفوس. | 15 يناير 1989 |

| سبقه {{{سبقه}}} | {{{العنوان}}} {{{الأعوام}}} | تبعه {{{تبعه}}} |

## استشهادات
- Tracey L. Schmidt (2018). "Brazil Picknr 206-218". الفهرس القياسي لعملات العالم الورقية[الإنجليزية]: Modern Issues 1961 - present (ط. 24th). Krause Publications. ISBN:9781440248597.

## روابط خارجية
- تم تنزيل صور الأوراق النقدية البرازيلية كروزادو (الاختيار رقم 206 إلى 218) من موقع الويب العام هذا.